# Memphisz
Memphisz (ókori egyiptomi nevein: Ineb-hedzs, Men-nofer) az alsó-egyiptomi első nomosz fővárosa volt, az óbirodalom idején végig, az újbirodalom idején rövidebb időszakokra Egyiptom fővárosa, az ország fő közigazgatási központja és egyik legfontosabb vallási központja. Az ókorban Alsó- és Felső-Egyiptom határán helyezkedett el, a Nílus nyugati partján; ma Kairótól délre található. Fénykorában a világ legnagyobb városa, a korabeli világ egyik tudományos, kulturális központja.
Az ókori város templomai és sírjai a gízai piramiskomplexumtól Dahsúrig Memphisz és a memphiszi nekropolisz összefoglaló néven találhatóak az UNESCO világörökség-listáján. 1979 óta a világörökség része.

## Neve
Legkorábbi neve Ineb-hedzs, azaz Fehér fal; ez sokáig a nomosz neve is volt. A VI. dinasztia idején nyerte a Men-nofer-Pepi vagy Men-nofer nevet I. Pepi itt álló piramisának a nevéről. Ebből a névből, illetve későbbi, Menfé ejtéséből ered a görög Memphisz alak. Ismerték Anh-taui („Ami élteti a Két Földet”) néven is. Főistenének, Ptahnak a temploma (Hut Ka Ptah, „Ptah lelkének háza") ebből ered görög közvetítéssel az Egyiptom név.
A hellenisztikus korban egy citadella részévé vált Leukon teikhosz ("Fehér erőd") néven.

## Története
Hérodotosz szerint az Alsó- és Felső-Egyiptomot egyesítő Meni alapította. Fénykorát az óbirodalmi fáraók alatt élte, de sajátos fekvése miatt érzékenyebben érintette külső hadak betörése, mint távoli vetélytársát, Thébát. Az bizonyos, hogy a III. dinasztia nagy uralkodója, Dzsószer idején jelentős város volt. A IV. és V. dinasztia alatt kissé háttérbe szorult, de a VI. dinasztiától, I. Pepitől kezdődően visszaszerezte régi rangját, melyet elsősorban Pepi halotti komplexumának köszönhetett.
Ipuwer intelemszerző az első átmeneti korban leírja, ahogy Memphiszt elfoglalják a fellázadó hérakleopolisziak. A VIII. dinasztia uralmának végével a város hosszú időre elveszíti vezető szerepét. A hükszoszok is elpusztították, de kiűzésük után újjáépült. Ekkor hozták helyre Ptah templomát is. A XVIII. dinasztia uralkodói Théba dicsőségének idején sem hanyagolták el az egykori fővárost, majd II. Ramszesz is különösen nagy gondot fordított Memphiszre. Nem véletlen, hogy az egykori főváros helyét ma tulajdonképpen egy hatalmas, bár földön heverő szobra jelöli.

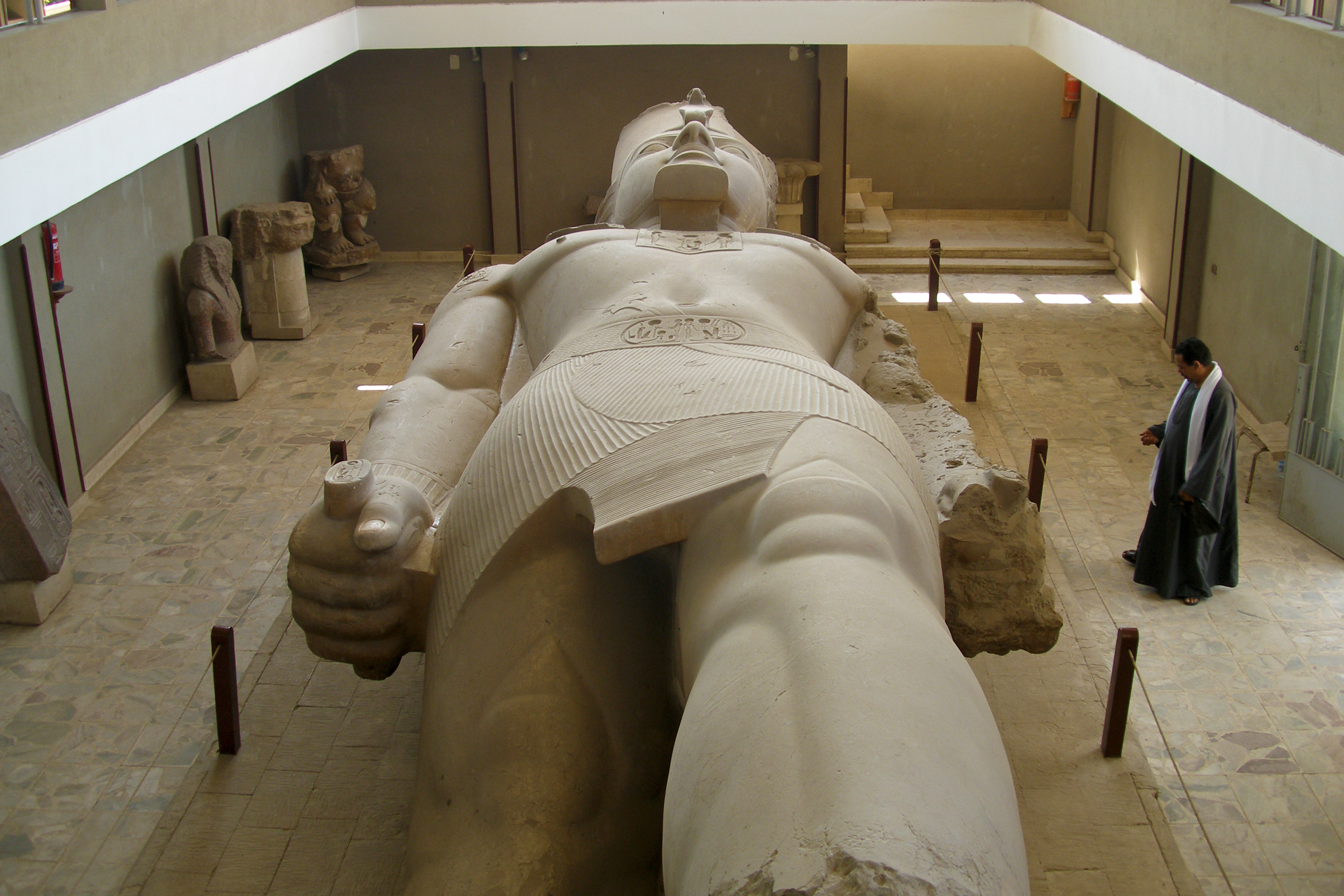
II. Ramszesz memphiszi kolosszusa

A későkor belső harcai, az etiópiaiak, asszírok és perzsák hadjáratai Egyiptom földjén megint csak nem kímélték meg Memphiszt, a taniszi és szaiszi uralkodók azonban újra helyrehozatták. Hérodotosz látogatása idején, az i. e. 5. században Gaston Maspero francia egyiptológus leírása szerint Memphisz volt az ősi Egyiptom jelképe. Vallásos ünnepei, különösen Ápiszé tömegesen vonzották a zarándokokat. A város tele volt templomokkal, az idetelepült sok külföldi saját városrészeket lakott és a hazai isteneknek emelt templomot. Így volt temploma Asztarténak, Baalzéphosznak, Tanitnak, ugyanúgy, ahogyan az egyiptomi városrészben Rének, Amonnak, Atumnak, Básztetnek és Ízisznek. A Ptolemaioszok idején Memphisz még Egyiptom vallási központja volt, itt koronázták őket fáraóvá Ptah templomában.
A várost végül is a mamlúkok uralma tüntette el a föld színéről, akiknek hanyagsága miatt a Nílus gátjai átszakadtak, s a víz minden áradás idején vastag iszapréteget rakott az egykori fővárosra, melynek helyén ma pálmaliget áll. Így Memphisz igazi látnivalója egykori nekropolisza, Szakkara.
Népességéről a becslések széles skálán mozognak. Tertius Chandler számításai alapján Memphisz alapításától kb. i. e. 2250-ig, illetve i. e. 1557 és 1400 között a világ legnagyobb települése volt kb. 30 000 fős lakossággal. Katheryn A. Bard számításai alapján az Óbirodalom idején Memphisznek kb. 6000 lakosa lehetett.